# Joseph Schilgen
Joseph Schilgen (* 24. April 1887 in Emsdetten; † 11. August 1955 ebenda) war ein deutscher Politiker (Zentrum).
Nach dem Besuch der Volksschule in Emsdetten, in den Jahren 1893 bis 1896, wurde Schilgen bis 1900 am Jesuitenkolleg Feldkirch in Vorarlberg ausgebildet. Zwischen 1905 und 1907 absolvierte er eine Kaufmannslehre im Betrieb seiner Eltern, der Jutespinnerei und Weberei J. Schilgen in Emsdetten. Um seine praktischen Kenntnisse des Spinnereigewerbes zu vertiefen, reiste Schilgen 1909 ins schottische Dundee, wo er seine Fachkenntnisse in einer einheimischen Textilfabrik weiter ausbaute. Nach seiner Rückkehr nach Deutschland studierte er von 1909 bis 1911 an der Handelshochschule in Köln und an der Handelshochschule in München. 1912 heiratete er.
Im November 1919 zog Schilgen im Nachrückverfahren für den ausgeschiedenen Karl Matthias Schiffer in die Weimarer Nationalversammlung ein, der er fortan bis zum Zusammentritt des ersten Reichstags der Weimarer Republik im Juni 1920 als Vertreter des Wahlkreises 17 (Münster-Minden) angehörte. 
Anschließend widmete Schilgen sich noch jahrzehntelang seiner Tätigkeit als Textilfabrikant. 1955 konnte er sein fünfzigjähriges Berufsjubiläum feiern.